# Cornelius Hegardt (1753–1834)
Cornelius Hegardt, född 14 mars 1753, död 13 mars 1834, var en svensk köpman.
Hegardt var handlande i Malmö samt innehade vid sin död värdshus- och teaterbyggnaden Stadt Hamburg. Han var instrumentsamlare och mecenat för musiklivet i staden. Hegardt invaldes som ledamot nummer 255 i Kungliga Musikaliska Akademien den 27 maj 1829.